# Syngman Rhee
Syngman Rhee, noto anche con il nome di Lee Seungman o Yi Sung-man (이승만?, 李承晩?, I SeungmanLR; Haeju, 26 marzo 1875 – Honolulu, 19 luglio 1965), è stato un politico e dittatore sudcoreano, 1º presidente della Corea del Sud, dal 20 luglio 1948 al 3 maggio 1960.
Il periodo della sua presidenza fu segnato dalle vicende della guerra fredda che scatenarono forti tensioni nella penisola coreana. Mosso da una fede fortemente anticomunista, Rhee governò la Corea del Sud nel travagliato periodo della guerra di Corea.

## Biografia

### Gioventù e primo esilio
Nato nella provincia di Hwanghae, Rhee era figlio di Rhee Kyong-sun, membro di un'antica e prestigiosa famiglia aristocratica appartenente alla classe degli yangban. La sua famiglia rivendicava la discendenza dal principe Hyo-nyong, uno dei figli del sovrano coreano Taejong della dinastia Joseon.
In gioventù divenne un attivista della lotta nazionalista contro il dominio giapponese, e per questo venne arrestato nel 1897 per aver partecipato a una dimostrazione contro la monarchia e venne rilasciato solo nel 1904, anno in cui abbandonò la Corea per emigrare negli Stati Uniti. Qui compì gli studi sia alla George Washington University che alla Princeton University e fu enormemente influenzato dalla cultura occidentale.

### Ritorno in Corea e governo provvisorio in esilio
Nel 1910 Rhee fece ritorno in Corea, che nel frattempo era stata annessa dal Giappone. Ben presto il suo attivismo nazionalistico attirò le malevoli attenzioni dell'esercito d'occupazione nipponico, costringendolo a fuggire in Cina.
Nel 1919 tutti i gruppi indipendentisti diedero vita a Shanghai al governo provvisorio della Repubblica di Corea, della quale Rhee venne eletto presidente, carica che mantenne per sei anni, ovvero sino al 1925, quando venne posto sotto inchiesta dallo stesso governo provvisorio per eccesso di potere.

### La presidenza
Dopo la liberazione della Corea dal dominio giapponese, Rhee fece ritorno a Seul prima degli altri leader indipendentisti, poiché era l'unico noto alle forze alleate. Fu così che nel 1945 venne eletto presidente del governo provvisorio della Corea liberata. Con il tacito consenso delle forze di occupazione alleata Rhee intraprese una campagna contro il diffondersi del comunismo in Corea, che però venne sfruttato dallo stesso presidente coreano per rimuovere ogni possibile o potenziale oppositore o rivale politico.
Il 10 maggio 1948 Rhee venne eletto alla carica di primo presidente della Corea del Sud grazie al consenso del parlamento coreano, sconfiggendo l'altro candidato, Kim Gu, ultimo presidente del governo provvisorio. Il 15 agosto 1948 ricevette i pieni poteri dalle forze di occupazione degli Stati Uniti.
In qualità di presidente Rhee assunse poteri dittatoriali ancora prima dello scoppio della guerra di Corea nel 1950, egli permise alle forze di sicurezza (capitanate dal suo braccio destro Kim Chang-ryong) di torturare tutti i sospetti simpatizzanti comunisti e le spie nordcoreane, ed il suo governo fu responsabile di diversi massacri nel tentativo di sopprimere le sommosse popolari ispirate dalle fazioni di sinistra; l'eccidio più grave fu quello dell'isola di Jeju, dove morirono tra le 30.000 e le 60.000 persone. Nonostante anche il regime successivo a quello di Rhee si rendesse responsabile di ulteriori eccidi, essi furono fortunatamente molto meno numerosi e diffusi.
Rhee danneggiò ulteriormente la propria reputazione incoraggiando i suoi connazionali e cittadini di Seul a restare nella capitale allo scoppio della guerra di Corea, quando egli era già sulla via dell'espatrio. Il suo ordine di distruggere i ponti sul fiume Han impedirono a decine di migliaia di sudcoreani di sfuggire alla dittatura instaurata dai comunisti. Quando le truppe congiunte delle Nazioni Unite e della Corea del Sud costrinsero l'esercito di invasione nordcoreano a ritirarsi a nord verso il fiume Yalu, Rhee divenne impopolare anche ai suoi stessi alleati quando si rifiutò di accettare la proposta di un cessate il fuoco che avrebbe però lasciato la Corea spaccata in due. Sperando di diventare leader politico di una Corea unita, con l'appoggio delle Nazioni Unite, egli pose un veto su qualunque proposta di pace che non contemplasse la cancellazione del governo della Corea del Nord, e per perseguire tale scopo dichiarò la necessità di intervenire contro la Cina e protestò ripetutamente contro la riluttanza degli Stati Uniti a intervenire nel conflitto con maggiore incidenza.
Il 18 gennaio 1952 Rhee dichiarò la sovranità della Corea del Sud su tutte le acque territoriali della penisola coreana. Il confine di demarcazione così disegnato secondo lo schema che lo stesso Rhee designò linea di pace, comprendeva l'isola di Tsushima e il complesso di isole inabitate Dokdo. La creazione di questi confini marittimi suscitò le proteste formali del governo giapponese, il quale rivendicò le isole appartenenti alla propria giurisdizione territoriale. La controversia si protrasse per lungo tempo, tuttavia le isole oggetto della disputa restarono sotto il controllo sudcoreano.
Rhee fu accusato durante la guerra di corruzione e di aver ordinato nel 1950 il massacro della lega di Bodo, nel quale centinaia di migliaia di uomini furono mandati nei campi di rieducazione e decine di migliaia finirono per essere giustiziati con l'accusa di simpatizzare con il comunismo.
Sfruttando appieno i poteri della sua carica, Rhee cercò di rinforzare ancora di più il proprio controllo sul paese e nel maggio 1952, mentre il governo aveva ancora la sua sede provvisoria a Pusan a causa del conflitto, per mezzo di emendamenti alla costituzione rese la presidenza una carica a elezione diretta. Per assicurarsi che non ci fosse alcun tentativo di opposizione ai suoi disegni, dichiarò la legge marziale e fece imprigionare tutti i membri del parlamento che avevano dichiarato di votare contro di lui. Grazie a ciò Rhee venne eletto con ampio margine e guadagnò un ulteriore controllo sul parlamento nel 1954, con un nuovo emendamento che gli permetteva di essere escluso dall'ineleggibilità alla carica di presidente dopo un periodo di otto anni.
La terza elezione alla presidenza di Rhee sembrava ormai scontata quando il suo oppositore, Shin Ik-hee, cavalcò l'onda del dissenso popolare per organizzare enormi manifestazioni di piazza. Tuttavia la sua morte improvvisa durante la campagna elettorale permise al presidente in carica di essere nuovamente eletto e di sconfiggere facilmente l'oppositore di sinistra Cho Bong-am, il quale in seguito venne accusato di spionaggio e condannato a morte nel 1959.
Nel 1960 Rhee terminò anche il suo terzo mandato e la sua rielezione sembrò certa per l'ennesima volta, anche grazie al fatto che il candidato dell'opposizione Cho Byeong-ok morì pochi giorni prima il giorno delle elezioni. Rhee vinse con il 90% dei consensi, mentre il vero duello si ebbe per la vicepresidenza tra il suo pupillo Yi Gi-bung ed il suo avversario. Yi Gi-bung vinse una tornata elettorale che l'opposizione denunciò essere truccata: queste denunce insieme alla disillusione della popolazione portarono a una serie di manifestazioni di piazza, guidate dagli studenti, che sfociarono nella Rivoluzione d'aprile, che costrinse Rhee a rassegnare le dimissioni il 26 aprile 1960.
Il 28 aprile 1960 un Douglas DC-4 statunitense appartenente alla CIA portò Rhee fuori dal suo Paese, salvandolo dal linciaggio. Nel velivolo c'erano anche la moglie di origini austriache Franziska Donner ed il figlio adottivo: tutti e tre vennero portati a Honolulu (nelle Hawaii), dove vissero in esilio. Rhee morì d'ictus il 19 luglio 1965, all'età di novant'anni, e la sua salma fu riportata a Seul, dove venne sepolta il 27 luglio di quello stesso anno.